# Libor Topolánek
Libor Topolánek (* 25. ledna 1983, Vsetín – 29. října 2016 Praha) byl český hokejbalový útočník.
Kariéru hokejbalisty odstartoval v nižší soutěži v rodném Vsetíně. V roce 2007 přestoupil do extraligového Alpiqu z Kladna, se kterým získal tři mistrovské tituly v řadě (2008/09, 2009/10, 2010/11) a také Český a Evropský pohár (oba v roce 2008).
Do Vlašimi přestoupil v létě 2011, kde navázal na zlatý hattrick z Kladna a získal s Vlašimí v sezóně 2011/12 svůj čtvrtý mistrovský titul a stal se nejproduktivnějším hráčem Vlašimi. Pro HBT Vlašim to byla první výrazná stopa v české nejvyšší soutěži. Téhož roku na Euro Cupu v Rakousku se stal nejlepším střelcem turnaje. V roce 2013 obhájil s Vlašimí mistrovský titul (jednalo se již o 5. extraligový titul v řadě) a k tomu přidal trumf na světovém poháru klubů v Pardubicích.
Po rozpadu HBT Vlašim v roce 2015 přestoupil do pražského klubu HC Kert Park Praha, kde působil až do své tragické smrti.
Libor Topolánek byl také českým reprezentantem. Česko začal reprezentovat již v mládežnických kategoriích. Na MS 2002 U20 v Champéry ve Švýcarsku vybojoval s týmem ve finále proti Slovensku zlatou medaili. Na MS 2009 v Plzni se stal mistrem světa. Ve finále se svým týmem vyhrál nad Indií 4:3 v prodloužení. Na utkání se přišlo do ČEZ Arény podívat rekordních 6544 diváků. Na MS 2011 na Slovensku obhájil s týmem zlaté medaile výhrou nad Kanadou 3:1. Ve finále na MS 2013 v boji o zlatý hattrick s týmem podlehl Slovensku 1:2 a Česko tak bralo "jen" stříbro.
Zemřel nešťastnou náhodou 29. října 2016 v Praze, kde podlehl zranění po pádu z budovy.
Od roku 2017 nese jeho jméno cena pro nejužitečnějšího hráče play-off extraligy hokejbalu.

## Reprezentace
| Událost               | Místo                 |    | Z | G  | A  | B  | TM |
| --------------------- | --------------------- | -- | - | -- | -- | -- | -- |
| MS 2002 U20           | Champéry, Švýcarsko   | -  | - | -  | -  | -  |    |
| MS 2009               | Plzeň, Česko          | 6  | 0 | 4  | 4  | 2  |    |
| MS 2011               | Bratislava, Slovensko | 7  | 0 | 3  | 3  | 8  |    |
| Příprava 2013         |                       | 2  | 2 | 0  | 2  | 4  |    |
| MS 2013               | St. John's, Kanada    | 7  | 1 | 3  | 4  | 4  |    |
| Celkem za A-tým na MS |                       | 20 | 1 | 10 | 11 | 14 |    |

## Hráčská kariéra
- V sezóně 2013/2014 započítány statistiky z nadstavbové části (čtvrtfinále)
- Vzhledem k neúplnosti statických údajů za HBC Alpiq Kladno, jsou v celkovém součtu jen statistiky za HBT Vlašim

| 2005/2006              | HBC Vsetín             | 1.LIGA                 | -  | -  | -  | -   | -   | -  | -  | -  | -  | -  |
| 2006/2007              | HBC ALPIQ Kladno       | EXTRALIGA              | -  | -  | -  | -   | -   | 6  | 2  | 4  | 6  | 8  |
| 2007/2008              | HBC ALPIQ Kladno       | EXTRALIGA              | -  | 8  | -  | -   | -   | 11 | 3  | 8  | 11 | -  |
| 2008/2009              | HBC ALPIQ Kladno       | EXTRALIGA              | 22 | 13 | 19 | 32  | 36  | 10 | 4  | 8  | 12 | 12 |
| 2009/2010              | HBC ALPIQ Kladno       | EXTRALIGA              | 20 | 15 | 4  | 19  | 26  | 13 | 8  | 10 | 18 | 8  |
| 2010/2011              | HBC ALPIQ Kladno       | EXTRALIGA              | 22 | 11 | 13 | 24  | 55  | 11 | 3  | 5  | 8  | 18 |
| 2011/2012              | HBT Vlašim             | EXTRALIGA              | 21 | 10 | 17 | 27  | 47  | 12 | 7  | 4  | 11 | 4  |
| 2012/2013              | HBT Vlašim             | EXTRALIGA              | 22 | 13 | 17 | 30  | 36  | 11 | 5  | 6  | 11 | 18 |
| 2013/2014              | HBT Vlašim             | EXTRALIGA              | 20 | 12 | 12 | 24  | 14  | 8  | 1  | 3  | 4  | 10 |
| 2014/2015              | HBT Vlašim             | EXTRALIGA              | 22 | 13 | 13 | 26  | 18  | 9  | 2  | 7  | 9  | 4  |
| 2015/2016              | HC Kert Park Praha     | EXTRALIGA              | 22 | 3  | 21 | 24  | 32  | 3  | 0  | 3  | 3  | 2  |
| 2016/2017              | HC Kert Park Praha     | EXTRALIGA              | 9  | 3  | 8  | 11  | 8   | -  | -  | -  | -  | -  |
| Celkem (za HBT Vlašim) | Celkem (za HBT Vlašim) | Celkem (za HBT Vlašim) | 85 | 48 | 59 | 107 | 115 | 40 | 15 | 20 | 35 | 36 |

### Světový pohár klubů ISBHF
| Sezona | Tým              | Liga      |    | Z | G  | A  | B | TM |
| ------ | ---------------- | --------- | -- | - | -- | -- | - | -- |
| 2008   | HBC ALPIQ Kladno | Euro Cup  | 5  | 1 | 3  | 4  | - |    |
| 2012   | HBT Vlašim       | Euro Cup  | 7  | 5 | 9  | 14 | - |    |
| 2013   | HBT Vlašim       | World Cup | 5  | 1 | 1  | 2  | - |    |
| 2014   | HBT Vlašim       | World Cup | 8  | 0 | 5  | 5  | - |    |
| Celkem | Celkem           | Celkem    | 25 | 7 | 18 | 25 | - |    |